# Карен Ріверос
Карен Ріверос (4 грудня 1994) — парагвайська плавчиня.
Учасниця Олімпійських Ігор 2012, 2016 років.
Призерка Чемпіонату Південної Америки з плавання 2014 року.